# گلدن گروو، استرالیای جنوبی
گلدن گروو (به انگلیسی: Golden Grove) یک حومه شهر در استرالیا است که در استرالیای جنوبی واقع شده‌است.